# Ospriocerus aeacidinus
Ospriocerus aeacidinus là một loài ruồi trong họ Asilidae. Ospriocerus aeacidinus được Williston miêu tả năm 1886. Loài này phân bố ở vùng Tân Bắc giới.